# Marie Madeleine (Piero della Francesca)
Pour les articles homonymes, voir Marie Madeleine.

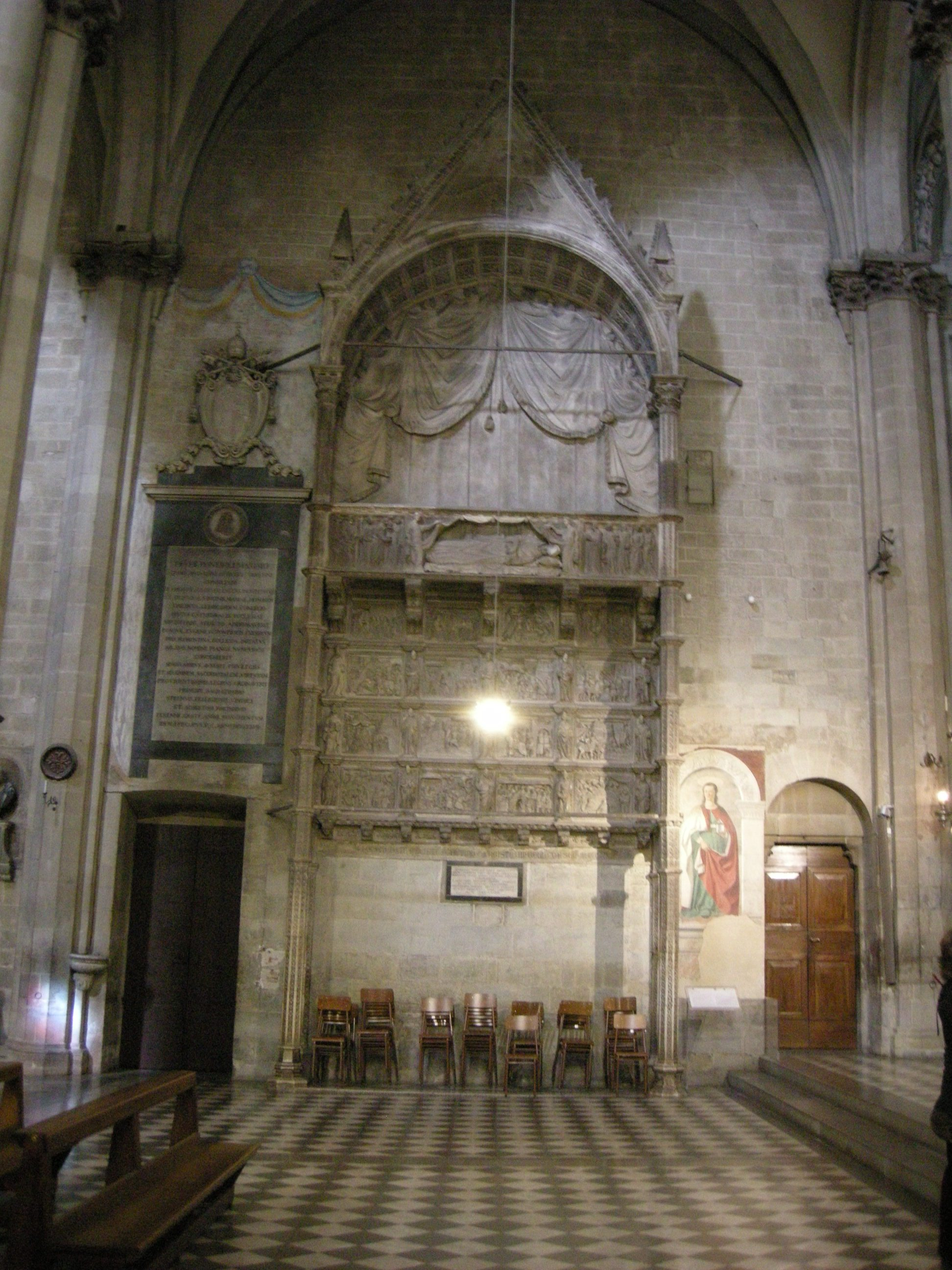
Emplacement de l'œuvre.

Marie Madeleine (la Maddalena en italien) est une œuvre de Piero della Francesca, une fresque peinte en 1460 et visible à la cathédrale San Donato d'Arezzo à droite du Monument funéraire de Guido Tarlati (it).

## Histoire
La fresque a été peinte vers 1460, alors que Piero della Francesca avait probablement terminé le cycle consacré à La Légende de la Vraie Croix, peint pour la basilique San Francesco d'Arezzo. Elle fut presque détruite lors du déplacement du monument de l'évêque Tarlati en 1783.

## Iconographie
Marie Madeleine est représentée traditionnellement avec ses attributs de sainteté :  la tunique rouge, les cheveux longs dénoués (signe de son repentir) et portant la flacon de  nard, qu'elle utilisa pour oindre les pieds du Christ chez Simon, puis au sépulcre.

## Description
Marie Madeleine, debout, sur fond de ciel bleu, tient un pan de sa  tunique rouge au revers blanc, jetée sur sa robe verte. Elle est placée dans une niche architecturale au sommet cintré, agrémentée d'une frise de plantes en bas-reliefs.
La sainte tient un flacon de cristal  de la  main gauche, dont la perspective est accentué en jouant sur  les effets de la réfraction de la lumière.
Les cheveux tombant sur ses épaules sont peints très finement.

## Analyse
La  robe est verte, couleur symbolique de la fertilité. 
Sa tunique rouge attire plus par sa masse, et comme chez Botticelli, dénote sa place élevée dans la hiérarchie ecclésiastique.
Les grandes masses de couleurs vives révèlent les principes qui seront ceux de l'école vénitienne du XVIe siècle.
La figure de la sainte est à la fois hiératique et portant la rudesse altière paysanne, comme toutes les figures féminines du maître (Madonna del Parto, Vierge de Senigallia, Vierge de Miséricorde…) et se distingue des Madeleine repentantes traditionnelles.

## Postérité
La fresque fait partie du musée imaginaire de l'historien français Paul Veyne, qui le décrit dans son ouvrage justement intitulé Mon musée imaginaire.